# Jason Arnott
Jason William Arnott (11. října 1974) je bývalý kanadský hokejový střední útočník a skaut.

## Hráčská kariéra
Byl draftován v roce 1993 v 1. kole (celkově 7.) týmem Edmonton Oilers. V sezóně 1993–94 jako nováček odehrál 78 zápasů na levém křídle, kdy nastřádal 68 bodů a byl nominován na Calder Memorial Trophy pro nováčka roku, ale trofej získal brankář Martin Brodeur. 4. ledna 1998 byl společně s Bryanem Muirem vyměněn do týmu New Jersey Devils za Valeriho Zelepukin a Billa Guerina. Poté hrával v první řadě s Patrikem Eliášem a Petrem Sýkorou a v roce 2000 s týmem vybojoval Stanley Cup, kdy byl nejlepším hráčem bodování v playoff, a navíc vstřelil vítězný gól v prodloužení v čase 8:20 proti Dallasu Stars.
19. března 2002 byl společně s Randym McKaym vyměněn do týmu Dallas Stars za Joe Nieuwendyka a Jamie Langenbrunnera. Při výluce v NHL 2004/05 nehrál v žádném týmu. V sezóně 2005/06 dosáhl svého bodového maxima (76) a stal se s odstupem jediného bodu druhým více bodujícím hráčem a nejlepším střelcem týmu. Po sezóně podepsal pětiletý kontrakt za 22,5 milionů dolarů s týmem Nashville Predators. V první sezóně se stal alternativním kapitánem a společně s Davidem Legwandem měl opět dělenou pozici nejlepšího střelcem týmu. V následující sezóně, kdy předchozí kapitán Kimmo Timonen odešel z týmu, se stal novým kapitánem. V následujícím ročníku odehrál svou dosavadní nejlepší sezónu za tento tým, kdy nasbíral 72 bodů v 79 odehraných zápasech.
19. června 2010 byl vyměněn do týmu New Jersey Devils za Matta Halischuka a druhé kole draftu v roce 2011. Protože celý tým v této sezóně nepředváděl kvalitní výkony a nedostal by se do vyřazovací části, dal Arnott svolení ke své výměně v případě, že půjde do týmu, který má velkou pravděpodobnost účasti v playoff. 28. února 2011 byl pak opravdu vyměněn do týmu Washington Capitals za Davida Steckela. V Capitals dohrál sezónu, ale klub mu nenabídl smlouvu a 1. června 2011 se stal nechráněným hráčem. Po uplynutí pěti dnů podepsal smlouvu na jeden rok s týmem St. Louis Blues, ve kterém si vydělal 2 800 000 dolarů.
V organizaci Blues setrval do konce sezóny a s klubem postoupili do playoff. Za tým odehrál 72 zápasů, vstřelil 17 branek a zaznamenal stejný počet i asistencí. Za playoff odehrál devět zápasů ve kterých zaznamenal jednu branku. Po playoff až do 1. července 2012 nedostal žádnou nabídku na prodloužení kontraktu a stal se tak volným hráčem. Po otevření trhu volných hráčů až do konce roku si ho však žádných z klubů NHL nevybral. Během výluky v NHL nikde nehrál. 27. ledna 2013 se nakonec dočkal nové smlouvy, s New York Rangers uzavřel jednoletou smlouvu v hodnotě 1,6 milionů dolarů. Následující den podstoupil lékařskou prohlídku, při které neprošel a jeho kontrakt byl anulován.
5. listopadu 2013 oznámil ukončení své hráčské kariéry. V letech 2014–15 pracoval jako skaut pro St. Louis Blues.

## Ocenění a úspěchy
- 1994 NHL – All-Rookie Team
- 1997 NHL – All-Star Game
- 2000 NHL – Nejvíce vstřelených gólů v Playoff 8
- 2000 NHL – Nejvíce bodů v Playoff 20
- 2000 NHL – Rozhodující gól k zisku Stanley Cupu
- 2008 NHL – All-Star Game

## Prvenství
- Debut v NHL – 6. října 1993 (Edmonton Oilers proti San Jose Sharks)
- První gól v NHL 6. října 1993 (Edmonton Oilers proti San Jose Sharks, brankáři Arturs Irbe)
- První asistence v NHL 8. října 1993 (Edmonton Oilers proti New York Islanders)

## Rekordy
Klubový rekord Nashville Predators
- nejvíce vstřelených gólů za sezónu (33)

## Klubové statistiky
| Sezona       | Klub                | Soutěž       | Základní část | Základní část | Základní část | Základní část | Základní část | Play off | Play off | Play off | Play off | Play off |
| Sezona       | Klub                | Soutěž       | Z             | G             | A             | B             | TM            | Z        | G        | A        | B        | TM       |
| ------------ | ------------------- | ------------ | ------------- | ------------- | ------------- | ------------- | ------------- | -------- | -------- | -------- | -------- | -------- |
| 1989/1990    | Stayner Siskins     | Jr C         | 34            | 21            | 31            | 52            | 12            | —        | —        | —        | —        | —        |
| 1990/1991    | Lindsay Bears       | Jr B         | 42            | 17            | 44            | 61            | 10            | 8        | 9        | 8        | 17       | 6        |
| 1991/1992    | Oshawa Generals     | OHL          | 57            | 9             | 15            | 24            | 12            | —        | —        | —        | —        | —        |
| 1992/1993    | Oshawa Generals     | OHL          | 46            | 51            | 47            | 98            | 74            | 13       | 9        | 9        | 18       | 20       |
| 1993/1994    | Edmonton Oilers     | NHL          | 78            | 33            | 35            | 68            | 104           | —        | —        | —        | —        | —        |
| 1994/1995    | Edmonton Oilers     | NHL          | 42            | 15            | 22            | 37            | 128           | —        | —        | —        | —        | —        |
| 1995/1996    | Edmonton Oilers     | NHL          | 64            | 28            | 31            | 59            | 87            | —        | —        | —        | —        | —        |
| 1996/1997    | Edmonton Oilers     | NHL          | 67            | 19            | 38            | 57            | 92            | 12       | 3        | 6        | 9        | 18       |
| 1997/1998    | Edmonton Oilers     | NHL          | 35            | 5             | 13            | 18            | 78            | —        | —        | —        | —        | —        |
| 1997/1998    | New Jersey Devils   | NHL          | 35            | 5             | 10            | 15            | 21            | 5        | 0        | 2        | 2        | 0        |
| 1998/1999    | New Jersey Devils   | NHL          | 74            | 27            | 27            | 54            | 79            | 7        | 2        | 2        | 4        | 4        |
| 1999/2000    | New Jersey Devils   | NHL          | 76            | 22            | 34            | 56            | 51            | 23       | 8        | 12       | 20       | 18       |
| 2000/2001    | New Jersey Devils   | NHL          | 54            | 21            | 34            | 55            | 75            | 23       | 8        | 7        | 15       | 16       |
| 2001/2002    | New Jersey Devils   | NHL          | 63            | 22            | 19            | 41            | 59            | —        | —        | —        | —        | —        |
| 2001/2002    | Dallas Stars        | NHL          | 10            | 3             | 1             | 4             | 6             | —        | —        | —        | —        | —        |
| 2002/2003    | Dallas Stars        | NHL          | 72            | 23            | 24            | 47            | 51            | 11       | 3        | 2        | 5        | 6        |
| 2003/2004    | Dallas Stars        | NHL          | 73            | 21            | 36            | 57            | 66            | 5        | 1        | 1        | 2        | 2        |
| 2005/2006    | Dallas Stars        | NHL          | 81            | 32            | 44            | 76            | 102           | 5        | 0        | 3        | 3        | 4        |
| 2006/2007    | Nashville Predators | NHL          | 68            | 27            | 27            | 54            | 48            | 6        | 2        | 1        | 3        | 2        |
| 2007/2008    | Nashville Predators | NHL          | 79            | 28            | 44            | 72            | 54            | 4        | 1        | 0        | 1        | 4        |
| 2008/2009    | Nashville Predators | NHL          | 65            | 33            | 24            | 57            | 49            | —        | —        | —        | —        | —        |
| 2009/2010    | Nashville Predators | NHL          | 63            | 19            | 27            | 46            | 26            | 6        | 2        | 0        | 2        | 0        |
| 2010/2011    | New Jersey Devils   | NHL          | 62            | 13            | 11            | 24            | 32            | —        | —        | —        | —        | —        |
| 2010/2011    | Washington Capitals | NHL          | 11            | 4             | 3             | 7             | 8             | 9        | 1        | 5        | 6        | 2        |
| 2011/2012    | St. Louis Blues     | NHL          | 72            | 17            | 17            | 34            | 26            | 7        | 1        | 0        | 1        | 0        |
| Celkem v NHL | Celkem v NHL        | Celkem v NHL | 1244          | 417           | 521           | 938           | 1242          | 122      | 32       | 41       | 73       | 76       |

## Reprezentace
| Rok         | Tým         | Soutěž      | Z | G | A | B | TM |
| ----------- | ----------- | ----------- | - | - | - | - | -- |
| 1994        | Kanada      | MS          | 8 | 0 | 6 | 6 | 10 |
| Celkem v MS | Celkem v MS | Celkem v MS | 8 | 0 | 6 | 6 | 10 |